# Carmen Ramírez Boscán
Carmen Felisa Ramírez Boscán (Maicao, 1982) também conhecida como Karmen, é uma ativista pelos direitos do povo wayú, feminista, defensora dos direitos humanos, ambientalista, e militante do partido Colômbia Humana. Foi eleita na Câmara dos Representantes pelos colombianos no exterior, nas eleições legislativas de 2022 como parte da coligação conhecida como Pacto Histórico.
No ano 2000 foi cofundadora da associação Força de Mulheres Wayuu.
Em 2007 escreveu o livro Desde o Deserto, onde narra a violência sofrida pelos wayuus e o impacto negativo da grande mineração do carvão na biodiversidade.2
Ramírez teve que abandonar seu país em 2011 apos ter recebido ameaças contra sua vida. Se exilou em Berna, Suíça,  onde anos mais tarde casou-se com Arne Baurecker.
Em 2022, Ramírez se candidatou na circunscrição internacional para representar aos colombianos no exterior, resultando eleita ao conseguir a plancharão do Pacto Histórico 37.220 votos, superando ao partido Centro Democrático, que recebeu 29.917 votos e cujo candidato procurava ser eleito pela segunda vez consecutiva,